# آودن‌دیک، کورن‌دیک
آودن‌دیک (به هلندی: Oudendijk) یک منطقهٔ مسکونی در هلند است که در کورن‌دیک واقع شده‌است. آودن‌دیک ۱۱۰ نفر جمعیت دارد.